# صالة يويوجي الوطنية
صالة يويوجي الوطنية (اليابانية: 国立 代 々 木 競技場 ، هيبورن: Kokuritsu Yoyogi Kyōgi-jō) هي صالة رياضية تقع في حديقة يويوجي في منطقة شيبويا ، طوكيو، اليابان. والتي تشتهر بتصميم سقف معلق.

## أعمال بناء

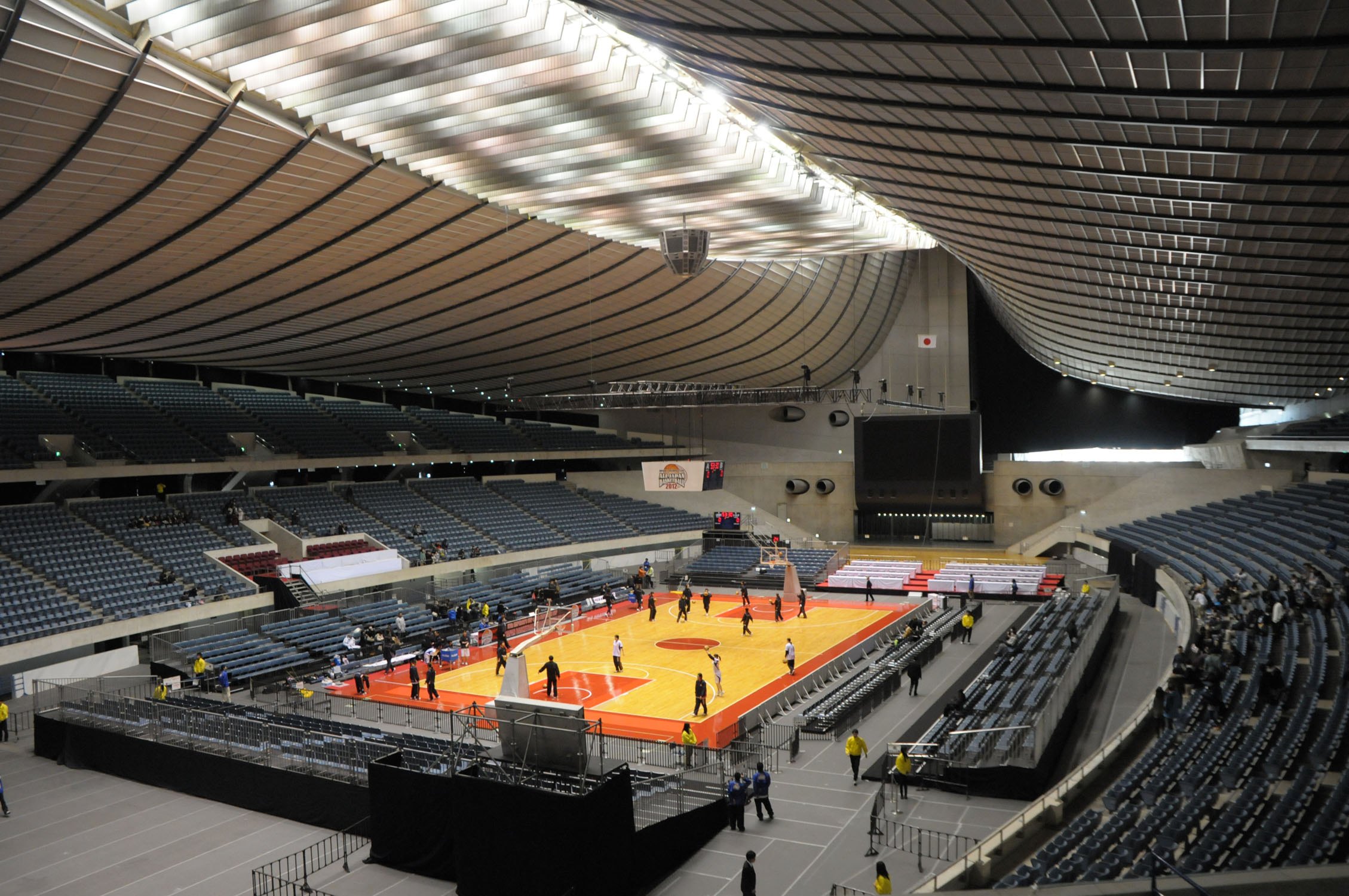
داخل صالة يويوجي الوطنية للألعاب الرياضية

تم تصميمه من قبل كينزو تانج وتم بناؤه بين عامي 1961 و 1964 لإيواء أحداث السباحة والغطس في دورة الألعاب الأولمبية الصيفية لعام 1964 . تم استخدام ملحق منفصل لمسابقة كرة السلة في نفس الدورة. كما ستستضيف مسابقات كرة اليد في دورة الألعاب الأولمبية الصيفية 2020 . ألهم التصميم المصمم الألماني Frei Otto عند تصميم الملعب الأولمبي في ميونيخ.
تستوعب الصالة 13291 شخصًا (9079 مقعدًا قائمًا، و 4124 مقعدًا في الساحة و 88 مقعدًا من «الصندوق الملكي») وهي تستخدم الآن بشكل أساسي لهوكي الجليد، كرة الصالات وكرة السلة.  

استوديوهات NHK World مجاورة للصالة على طول حافة حديقة يويوجي. لذلك، يتم عرض صور الصالة بانتظام في نهاية بث NHK Newsline . [بحاجة لمصدر]

## الأحداث
- بطولة التزلج على الجليد العالمية لعام 1977
- بطولة آسيا 1971 الرسمية لكرة السلة للرجال
- بطولة آسيا 1982 الرسمية لكرة السلة للسيدات
- بطولة العالم 1985 للتزلج على الجليد
- أول مباريات دوري الهوكي الوطني للموسم العادي خارج أمريكا الشمالية، بين أناهايم دكس وفانكوفر كانوكس في أكتوبر 1997. عاد دوري الهوكي الوطني في 1998 و 2000، في كل مرة مع فرق مختلفة.[5]
- 4 و 5 يونيو 2001: قدمت Westlife عرضًا في فيلم Where Dreams Come True لدعم الساحل إلى الساحل.
- بطولة العالم الرسمية للكرة الطائرة للسيدات لعام 2006
- منذ عام 2007: رابطة مؤسسة التشجيع اليابان (FJCA) والتشجيع بطولة آسيا المفتوحة الدولية (CAIOC). سوف يستضيف 2012 النسخة السادسة من 18 إلى 20 مايو، [6] ويوافق عليها الاتحاد الدولي للتشجيع (IFC).[7]

9 و 10 مايو 2009 - عطر لايف - ديسكو! ديسكو! ديسكو!
- بطولة العالم الرسمية 2010 للكرة الطائرة للسيدات
- 25 و 26 يناير 2011: SMTown Live '10 World Tour by SM Entertainment .[8]
- 29 مايو 2014: أقامت Luna Sea حفلها السنوي الخامس والعشرين.[9]
- 28 يونيو 2015: قامت يوكاري تامورا بأداء أول صالة ألعاب رياضية كوجهة أخيرة في جولتها الحية، "LOVE ♡ LIVE 2015 Spring * Sunny side Lily *".[10]
- JYP NATION 2016 "Mix & Match"
- 11 فبراير 2017: أجرى YuiKaori في أول gynasium كوجهة أخيرة لجولتهم، "Starlight Link".[11]
- 12 فبراير 2017: قدمت Shouta Aoi عرضًا في أول صالة ألعاب رياضية له على الهواء مباشرة، «مختبر رائع. ～ المنشور ～».[12]
- 25 و 26 فبراير 2017: قدمت Maaya Uchida حفلة لمدة يومين لثانيها المباشر "Smiling Spiral" في صالة الألعاب الرياضية الأولى.[13]
- 4 و 5 مارس: أقام أسفير حفلة لمدة يومين بمناسبة الذكرى السنوية العاشرة في صالة الألعاب الرياضية الأولى.[14]
- 3 و 4 يونيو 2017: قامت بريتني سبيرز بأداء حفلتين مبيعتين في المكان في جولتها بريتني: Live in Concert العالمية.[15]

## روابط خارجية
- الموقع الرسمي
 (باليابانية)
- صفحة المرافق الرياضية على الموقع الرسمي باللغة الإنجليزية لمجلس اليابان الرياضي
- التقرير الرسمي للألعاب الأولمبية الصيفية لعام 1964. نسخة محفوظة 7 يوليو 2010 على موقع واي باك مشين. المجلد 1. الجزء 1. ص.   121-4.
- الساحة الأولمبية - المباني الكبرى على الإنترنت
- Yoyogi National Gymnasium

| سبقه {{{سبقه}}} | {{{العنوان}}} {{{الأعوام}}} | تبعه {{{تبعه}}} |
| سبقه {{{سبقه}}} | {{{العنوان}}} {{{الأعوام}}} | تبعه {{{تبعه}}} |
| سبقه {{{سبقه}}} | {{{العنوان}}} {{{الأعوام}}} | تبعه {{{تبعه}}} |